# Ronaldo V-Football
Ronaldo V-Football, conosciuto anche come Ronaldo V-Soccer, è un videogioco di calcio sviluppato dalla francese PAM Development e pubblicato da Infogrames. È stato originariamente pubblicato nel 2000 per la PlayStation e Game Boy Color in Europa, mentre negli USA la sua pubblicazione è stata annullata. Il gioco è stato sponsorizzato dal famoso calciatore brasiliano Ronaldo.

## Modalità di gioco
Nel gioco sono disponibili sessantaquattro nazionali (solo alcuni nomi dei giocatori sono reali) giocabili in cinque diverse modalità di gioco: Esibizione, Arcade Cup, Battaglia, Tornei e V-Football (l'equivalente della Coppa del Mondo nel gioco); a esse si aggiungono undici squadre speciali sbloccabili. Le partite sono ambientate in numerosi campi da gioco (dei quali solo alcuni possiedono nomi reali).
- Esibizione: L'opzione Quick Match è l'unica modalità che permette di poter giocare anche in modalità multi-player.

- Arcade Cup: È una competizione ad eliminazione diretta di 16 nazionali in cui non si può perdere più di tre volte e bisogna battere almeno 4 squadre per vincere.

- Battaglia: È divisa in cinque fasce di divisione in cui bisogna battere altre otto squadre per avanzare al rango successivo. Questa modalità è completata quando si raggiunge il rango più alto.

- Tornei: Esistono diversi tornei nel gioco, ognuno dei quali si svolge in un continente diverso. Dopo aver vinto i tornei di ciascun continente viene sbloccato un torneo a livello mondiale.

- V-Football: L'obiettivo principale di Ronaldo V-Football è vincere la Coppa V-Football. Essa possiede un modello simile alla Coppa del Mondo FIFA: bisogna qualificarsi per il knockout, arrivando almeno secondo nel girone, e successivamente dagli ottavi fino alla finale.

## Squadre
Europa
- Austria
- Belgio
- Bulgaria
- Rep. Ceca
- Croazia
- Danimarca
- Finlandia
- Francia
- Galles
- Germania
- Grecia
- Inghilterra
- Irlanda
- Irlanda del Nord
- Islanda
- Israele
- Italia
- Jugoslavia
- Norvegia
- Paesi Bassi
- Polonia
- Portogallo
- Romania
- Russia
- Scozia
- Slovacchia
- Spagna
- Svezia
- Svizzera
- Turchia
- Ucraina
- Ungheria

America
- Argentina
- Bolivia
- Brasile
- Canada
- Cile
- Colombia
- Costa Rica
- Ecuador
- El Salvador
- Giamaica
- Guatemala
- Messico
- Paraguay
- Perù
- Stati Uniti
- Uruguay

Africa
- Algeria
- Camerun
- Costa d'Avorio
- Ghana
- Marocco
- Nigeria
- Sudafrica
- Tunisia

Asia
- Arabia Saudita
- Australia
- Cina
- Corea del Sud
- Emirati Arabi Uniti
- Giappone
- Iran
- Kuwait

Squadre da sbloccare
- Star Europee
- Star Americane
- Star Africane
- Star Asiatiche
- Star Mondiali
- Leggende Europee
- Leggende Brasiliane
- Leggende Africane
- Leggende Asiatiche

## Musica
La musica principale per Ronaldo V-Football è Belo Horizonti dei The Heartists.

## Telecronaca
La telecronaca italiana è stata affidata a Claudio Moneta e Marco Balzarotti.